# (915) Cosette
(915) Cosette est un astéroïde évoluant dans la ceinture principale, découvert le 14 décembre 1918 par l'astronome français François Gonnessiat depuis l'observatoire d'Alger.
Il est nommé en l'honneur de la plus jeune fille du découvreur prénommée Cosette. 